# Шамы (Красноярский край)
Шамы — деревня в Саянском районе Красноярского края. Входит в состав Тугачинского сельсовета.

## История
Основана в 1909 году. В 1926 году состояла из 78 хозяйств, основное население — белоруссы. Центр Шаминского сельсовета Агинского района Канского округа Сибирского края.

## Население
| 1926 | 2010 |
| ---- | ---- |
| 436  | ↘21  |